# Giovanni Visconti (kolarz)
Giovanni Visconti (ur. 13 stycznia 1983 w Turynie) – włoski kolarz szosowy.

## Kariera
Giovanni Visconti został w roku 2003 mistrzem Włoch i mistrzem Europy do 23 lat. Poza tym wygrał jeszcze GP Kranj i jeden etap w Giro di Toscana. W roku 2004 przeszedł na zawodowstwo wstępując w szeregi grupy De Nardi. W tym samym roku wygrał 2 etapy podczas Giro delle Regione, Ronde van Vlaanderen do 23 lat i ponownie GP Kranj. Rok później zmienił barwy klubowe na Domina Vacanze. Od roku 2006 Visconti jeździł dla niemiecko-włoskiej drużyny Team Milram, jednak w 2007 roku przeszedł do grupy ProTour – Quick Step-Innergetic. W tym też roku został niespodziewanie mistrzem Włoch. Od 2009 roku jeździł w grupie ISD-NERI, z którą - podobnie jak rok wcześniej - wygrał w Coppa Sabatini. W 2010 wygrał wyścig wieloetapowy Presidential Cycling Tour of Turkey i po raz kolejny wywalczył mistrzostwo Włoch. Wyczyn ten powtórzył jeszcze raz w roku 2011, dzięki czemu został piątym kolarzem w historii Włoch, który trzykrotnie sięgnął po tytuł mistrza tego kraju.

## Najważniejsze osiągnięcia
2003
- 1. miejsce w Mistrzostwach Europy U23
- 1. miejsce w Mistrzostwach Włoch U23

2004
- 1. miejsce w GP Kranj

2006
- 1. miejsce w Coppa Sabatini

2007
- 1. miejsce w Mistrzostwach Włoch (start wspólny)
- 1. miejsce na 2a etapie Brixia Tour
- 1. miejsce w Coppa Sabatini

2008
- maglia rosa podczas Giro d’Italia 2008 (przez osiem etapów)
- 1. miejsce w Grand Prix de Fourmies
- 1. miejsce na 3. etapie Vuelta a Andalucía

2009
- 1. miejsce na 2. etapie Tour de Slovénie
- 1. miejsce w Coppa Agostini
- 1. miejsce w Trofeo Melinda
- 1. miejsce w Gran Premio Industria e Commercio di Prato
- 1. miejsce w rankingu UCI Europe Tour

2010
- 1. miejsce w Mistrzostwach Włoch (start wspólny)
- 1. miejsce w Tour of Turkey
  - 1. miejsce na 3. i 4. etapie
- 1. miejsce na 1. etapie Tour de Luxembourg
- 2. miejsce w Tour de Slovénie
- 1. miejsce w rankingu UCI Europe Tour

2011
- 1. miejsce w Mistrzostwach Włoch (start wspólny)
- 1. miejsce w Gran Premio dell’Insubria-Lugano
- 1. miejsce w Gran Premio Industria e Commercio Artigianato Carnaghese
- 1. miejsce na 4. etapie Settimana Ciclistica Lombarda
- 1. miejsce na 5. etapie Settimana Internazionale di Coppi e Bartali
- 1. miejsce w rankingu UCI Europe Tour

2012
- 1. miejsce w Klasika Primavera
- 1. miejsce w Circuito de Getxo

2013
- 1. miejsce na 15. i 17. etapie Giro d’Italia

2014
- 9. miejsce w Clásica de San Sebastián

2015
- 1. miejsce w klasyfikacji górskiej Giro d’Italia
- 2. miejsce w Memorial Marco Pantani

2016
- 3. miejsce w GP Industria & Artigianato di Larciano

2017
- 1. miejsce w Giro dell’Emilia

2018
- 1. miejsce w klasyfikacji punktowej Österreich-Rundfahrt
  - 1. miejsce na 2., 4. i 8. etapie

2019
- 1. miejsce w klasyfikacji górskiej Settimana Internazionale di Coppi e Bartali
- 1. miejsce na 4 etapie Dirka po Sloveniji
- 1. miejsce na 3. etapie Österreich-Rundfahrt
- 1. miejsce w Giro di Toscana
- 2. miejsce w Tre Valli Varesine

## Starty w Wielkich Tourach
| Grand Tour | 2007 | 2008 | 2009 | 2010 | 2011 | 2012 | 2013 | 2014 | 2015 | 2016 | 2017 | 2018 |
| ---------- | ---- | ---- | ---- | ---- | ---- | ---- | ---- | ---- | ---- | ---- | ---- | ---- |
| Giro       | 77   | 42   | 76   | —    | 49   | DNF  | 35   | —    | 18   | 13   | DNF  | 38   |
| Tour       | —    | —    | —    | —    | —    | —    | —    | 37   | —    | —    | —    | —    |
| Vuelta     | —    | —    | —    | —    | —    | —    | —    | —    | 19   | —    | 46   | —    |